# When the Sun Goes Down
When the Sun Goes Down este al treilea și ultimul album de studio al formației americane Selena Gomez & the Scene. Albumul a fost lansat pe data de 28 iunie 2011 prin Hollywood Records. Formația a lucrat cu diferiți artiști la album, incluzând compozitorii și producătorii cu care au lucrat la albumul lor de debut, Kiss & Tell (2009), și cel de-al doilea album, A Year Without Rain (2010), ca duoul de Rock Mafia, Tim James și Antonina Armato, dar și Katy Perry, Devrim „DK” Karaoglu, și Toby Gad. Noi contribuitori la album au fost Britney Spears, Priscilla Renea, Emanuel Kiriakou, Dreamlab și Sandy Vee.
Single-ul principal de pe album, „Who Says” a fost lansat în martie 2011, ajungând numărul 21 în Statele Unite și în top douăzeci în Canada și Noua Zeelandă. Cântecul a primit de asemenea o certificație de platină în Statele Unite. Al doilea single de pe album este „Love You Like a Love Song”, care a ajuns în top patruzeci în Belgia, Canada, Noua Zeelandă și Statele Unite. Al treilea și ultim single, „Hit the Lights”, a fost lansat pe data de 20 ianuarie 2012, și a ajuns numărul 11 în Belgia. Albumul a debutat ca numărul patru pe Billboard 200, vânzând 78,000 de copii, întrecând vânzările din prima săptămână ale albumelor precedente a formației. Albumul s-a ridicat la numărul trei în a doua sa săptămână. Din 2013, s-au vândut mai mult de 671,000 de copii al albumului în Statele Unite. Acesta este ultimul album lansat de formație înainte să se despartă.

## Dezvoltare
După lansarea albumului A Year Without Rain, Selena Gomez a spus că nu se grăbea să lanseze încă un album, dar după ce a ascultat cântecul „Who Says”, ea a decis să mai lanseze un album, numind cântecul „uimitor” și i-a dat credit pentru inspirație. „Who Says” a debutat pe postul de radio On Air with Ryan Seacrest ca primul single de pe album. Gomez a spus că Pixie Lott și producătorul german Toby Gad au scris amândoi piese pentru album, confirmând lansarea albumului pentru vara anului 2011. De asemenea, Britney Spears a scris un cântec pentru album, intitulat „Whiplash”. Pe data de 1 iunie 2011, numele albumului, When the Sun Goes Down, și track listing-ul au fost lansate pe site-ul oficial al lui Gomez. When the Sun Goes Down a fost lansat pe 21 iunie 2011 prin Hollywood Records.

## Single-uri
Primul single de pe album, „Who Says”, a fost lansat pe data de 14 martie 2011. Cel de-al doilea single, intitulat „Love You like a Love Song”, a fost lansat pe data de 17 iunie 2011, iar cel de-al treilea și ultim single de pe album, „Hit the Lights”, a fost lansat pe 20 ianuarie 2012.

## Track listing
| Nr. | Titlu                                        | Autor(i)                                                        | Producător                      | Lungime |  |
| 1.  | „Love You like a Love Song”                  | Antonina Armato, Tim James, Adam Schmalholz                     | Rock Mafia, Devrim Karaoglu*    | 3:08    |  |
| 2.  | „Bang Bang Bang”                             | Toby Gad, Meleni Smith, Priscilla Hamilton                      | Gad                             | 3:15    |  |
| 3.  | „Who Says”                                   | Emanuel Kiriakou, Hamilton                                      | Kiriakou                        | 3:16    |  |
| 4.  | „We Own the Night” (cu Pixie Lott)           | Gad, Lott                                                       | Gad                             | 3:47    |  |
| 5.  | „Hit the Lights”                             | Leah Haywood, Daniel James, Tony Nilsson                        | Dreamlab                        | 3:14    |  |
| 6.  | „Whiplash”                                   | Greg Kurstin, Nicole Morier, Britney Spears                     | Kurstin                         | 3:40    |  |
| 7.  | „When the Sun Goes Down”                     | Selena Gomez, Joey Clement, Steve Sulikowski, Stefan Abingdon   | Abingdon                        | 3:16    |  |
| 8.  | „My Dilemma”                                 | Armato, James, Karaoglu                                         | Rock Mafia, Karaoglu*           | 3:10    |  |
| 9.  | „That's More Like It”                        | Josh Alexander, Billy Steinberg, Katy Perry                     | Alexander, Steinberg            | 3:09    |  |
| 10. | „Outlaw”                                     | Selena Gomez, Armato, James, Thomas Armato Sturges              | Rock Mafia, Karaoglu*, Sturges* | 3:22    |  |
| 11. | „Middle of Nowhere”                          | Espen Lind, Amund Bjorklund, Sandy Wilhelm, Carmen Michelle Key | Sandy Vee, Espionage            | 3:27    |  |
| 12. | „Dices” („Who Says” – versiunea în spaniolă) | Kiriakou, Hamilton; Edgar Cortazar, Mark Portmann               | Kiriakou                        | 3:16    |  |

| Piese bonus de la Target și Asda |                                                             |                                                 |         |  |
| Nr.                              | Titlu                                                       | Autor(i)                                        | Lungime |  |
| 13.                              | „Fantasma de Amor” („Ghost of You” – versiunea în spaniolă) | Edgar Cortazar, Ernesto Cortazar, Mark Portmann | 3:24    |  |
| 14.                              | „A Year Without Rain” (Dave Audé Radio Remix)               | Toby Gad, Lindy Robbins                         | 4:00    |  |
| 15.                              | „Who Says” (Bimbo Jones Radio Remix)                        | Kiriakou, Renea                                 | 2:51    |  |
| 16.                              | „Who Says” (Dave Audé Radio Remix)                          | Kiriakou, Renea                                 | 3:35    |  |

| Deluxe edition bonus tracks |                                                                     |         |  |
| Nr.                         | Titlu                                                               | Lungime |  |
| 13.                         | „Love You Like a Love Song” (Dave Audé Radio Mix)                   | 3:17    |  |
| 14.                         | „Love You Like a Love Song” (Dave Audé Club Mix)                    | 6:28    |  |
| 15.                         | „Love You Like a Love Song” (Jump Smokers Radio Remix)              | 4:11    |  |
| 16.                         | „Love You Like a Love Song” (Jump Smokers Club Remix)               | 4:36    |  |
| 17.                         | „Love You Like a Love Song” (DJ Escape & Tony Coluccio Radio Remix) | 3:16    |  |
| 18.                         | „Love You Like a Love Song” (DJ Escape & Tony Coluccio Club Remix)  | 6:38    |  |
| 19.                         | „Love You Like a Love Song” (Mixin Marc & Tony Svejda Radio Remix)  | 3:59    |  |
| 20.                         | „Love You Like a Love Song” (Mixin Marc & Tony Svejda Club Remix)   | 5:49    |  |

| Video bonus de pe iTunes UK |                                                   |         |  |
| Nr.                         | Titlu                                             | Lungime |  |
| 13.                         | „Love You Like a Love Song” (În spatele scenelor) | 3:54    |  |

| Piese bonus din ediția japoneză |                                                     |                                                                        |         |  |
| Nr.                             | Titlu                                               | Autor(i)                                                               | Lungime |  |
| 13.                             | „Who Says” (Dave Audé Radio Remix)                  | Emanuel Kiriakou, Renea                                                | 3:33    |  |
| 14.                             | „Round & Round” (7th Heaven Radio Mix)              | Kevin Rudolf, Andrew Bolooki, Fefe Dobson, Jeff Halavacs, Jacob Kasher | 3:42    |  |
| 15.                             | „A Year Without Rain” (Fascination Club Radio Edit) | Lindy Robbins, Toby Gad                                                | 3:50    |  |

| Ediția de delux japoneză (DVD) |                                                 |         |  |
| Nr.                            | Titlu                                           | Lungime |  |
| 1.                             | „Who Says” (videoclip muzical)                  | 3:21    |  |
| 2.                             | „Love You Like a Love Song” (videoclip muzical) | 3:41    |  |

| Piese bonus din ediția canadiană |                                    |         |  |
| Nr.                              | Titlu                              | Lungime |  |
| 12.                              | „Who Says” (SmashMode Radio Remix) | 3:21    |  |

(*) arată co-producătorul

## Charturi și certificații
| Chart (2011)      | Poziție pe chart |
| ----------------- | ---------------- |
| Australia         | 24               |
| Austria           | 40               |
| Belgia (Flandra)  | 15               |
| Belgia (Valonia)  | 6                |
| Canada            | 2                |
| Cehia             | 19               |
| Danemarca         | 22               |
| Franța            | 47               |
| Germania          | 18               |
| Grecia            | 2                |
| Irlanda           | 13               |
| Italia            | 10               |
| Japonia           | 40               |
| Regatul Unit      | 15               |
| SUA Billboard 200 | 3                |
| Turcia            | 4                |

| Chart (2011)        | Poziție |
| ------------------- | ------- |
| Spania (PROMUSICAE) | 39      |
| SUA Billboard 200   | 76      |
| Chart (2012)        | Poziție |
| Mexic               | 93      |
| SUA Billboard 200   | 121     |

| Țară          | Certificație | Copii   |
| ------------- | ------------ | ------- |
| Mexic         | Aur          | 30,000  |
| Canada        | Platină      | 80,000  |
| Statele Unite | Aur          | 700,000 |
| Spania        | Aur          | 20,000  |
| Indonezia     | Aur          | 10,000  |
| Polonia       | Aur          | 10,000  |

## Istoricul de lansare
| Țara          | Data lansării | Casă de discuri                                                      |
| ------------- | ------------- | -------------------------------------------------------------------- |
| Australia     | 21 iunie 2011 | Hollywood Records, Festival Mushroom Records, Warner Music Australia |
| Belgia        | 21 iunie 2011 | Universal Music                                                      |
| China         | 21 iunie 2011 | Universal Music                                                      |
| Austria       | 24 iunie 2011 | Universal Music                                                      |
| Cehia         | 24 iunie 2011 | Universal Music                                                      |
| Germania      | 24 iunie 2011 | Universal Music                                                      |
| Irlanda       | 27 iunie 2011 | Hollywood Records                                                    |
| Noua Zeelandă | 28 iunie 2011 | Hollywood Records                                                    |
| United States | 28 iunie 2011 | Hollywood Records                                                    |
| Regatul Unit  | 28 iunie 2011 | Fascination Records                                                  |
| Canada        | 28 iunie 2011 | Hollywood Records                                                    |
| Franța        | 4 iulie 2011  | Fascination Records                                                  |
| Olanda        | 12 iulie 2011 | Universal Music                                                      |
| Japonia       | 5 august 2011 | Avex Group                                                           |